# 植木光教
植木 光教（うえき みつのり、1927年3月24日 - 2009年6月6日）は、日本の政治家。位階は正三位。勲等は勲一等。
参議院議員（5期）、総理府総務長官（第24代）、沖縄開発庁長官（第5代）などを歴任。

## 来歴・人物
京都府生まれ。京都府立京都第一中学校を経て、第三高等学校にて学んだ。その後、東京帝国大学法学部に入学した。東京大学時代は学生運動に関わり、渡邉恒雄らとともに、共産党勢力を排除した新「新人会」の創設に加わった。またクリスチャンでもあったため、東大YMCA代表も務めた。
1950年に大学を卒業すると、日本放送協会に勤務した。その後、警視総監を経て政治家となった町村金五の秘書を務めた。
1962年、35歳の誕生日直後に京都府知事選挙に自由民主党公認で立候補するが、現職の蜷川虎三に敗れ落選。1963年、参議院議員補欠選挙において、京都府選挙区から自由民主党公認で立候補した。以後5回当選する。派閥は宏池会（池田勇人→前尾繁三郎→大平正芳→鈴木善幸→宮澤喜一派）に所属した。
1974年、三木内閣にて総理府総務長官、および、沖縄開発庁長官として入閣。長官在任中には、植木の下で沖縄開発政務次官を務める松岡克由（立川談志）が沖縄国際海洋博覧会視察などで舌禍事件を起こし、わずか1か月強で政務次官を辞任するという騒動が起きた。その後、1976年の内閣改造に伴い、総理府総務長官と沖縄開発庁長官を退任した。
1986年に自由民主党両院議員総会の会長に就任するなど、その後もさまざまな役職に就いた。1989年の第15回参議院議員通常選挙に不出馬を表明し、62歳で政界から引退する。植木の地盤は京都府議会議員だった西田吉宏が継承した。
引退後は自民党京都府支部連合会顧問を務めた。また、日本教育研究会の会長や理事長を務めた。
1997年4月の春の叙勲で勲一等に叙され、旭日大綬章を受章する。
2009年6月6日、心不全のため、東京都で死去。82歳没。死没日付をもって正三位に叙された。同年6月24日の参議院本会議において植木に対する弔詞が朗読された。

## 政策
沖縄振興
三木政権では沖縄開発庁の長官として、沖縄県の振興策を推進した。長官在任中には「沖縄国際海洋博覧会」が開催されている。
1980年代には首里城の復元実現に尽力するなど、沖縄県に強い思い入れを持っており、「沖縄ファンクラブ」の会長を務めた。また、沖縄県の緑化運動を推進するために、「花と緑の植木光教基金」を設立した。
世界連邦運動
櫻内義雄の後任として世界連邦日本国会委員会の会長を務めた。政界引退後も世界連邦運動協会の会長として活動した。また、国際刑事裁判所問題日本ネットワークでは共同代表を務めた。

## 略歴
- 1927年 - 京都府で誕生。
- 1950年 - 東京帝国大学法学部政治学科卒業。
- 1962年 - 京都府知事選挙落選。
- 1963年 - 参議院議員補欠選挙当選。
- 1965年 - 第7回参議院議員通常選挙当選。
- 1971年 - 第9回参議院議員通常選挙当選。
- 1974年 - 総理府総務長官、沖縄開発庁長官。
- 1977年 - 第11回参議院議員通常選挙当選。
- 1983年 - 第13回参議院議員通常選挙当選。
- 2009年 - 東京都で死去。

## 賞歴
- 1993年 - 琉球新報賞。
- 2002年 - 沖縄県特別感謝状。